# Arius nudidens
Arius nudidens és una espècie de peix d'aigua dolça de la família dels àrids i de l'ordre dels siluriformes.
Es troba al riu Lorentz a Nova Guinea i Irian Jaya (Indonèsia).